# Энглунд, Сорелла
Сорелла Энглунд (швед. Sorella Englund; род. 23 декабря 1945, Хельсинки, Финляндия) — финская балерина, прима-балерина Датского королевского балета (1970—1993), награждённая высшей наградой Финляндии для деятелей искусств — медалью Pro Finlandia (1976).

## Биография
С 1953 года занималась в Балетной школе Финского национального балета и в 1963 году была зачислена в труппу.
В 1966 году, по приглашению хореографа Флемминга Флиндта, переехада в Данию, где была зачислена в труппу Датского королевского балета, усиленно изучая хореографию Августа Бурнонвиля под руководством Ханса Брено. В 1969 году блестяще дебютировала в партии Хильды в балете Августа Бурнонвиля Народное сказание (музыка Н. Гаде и Йоханна Хартмана). В 1970 году, первая из иностранных артистов, стала прима-балериной Датского королевского балета, но в связи с травмами, в 1993 году перешла на позиции второго плана, а в 1994 году оставила большую сцену.
С 1996 по 1999 год была балетмейстером Бостонского балета.
Проживает в Копенгагене, продолжая деятельность инструктора в Датском королевском балете.

## Семья
- Отец — Эйнар Энглунд (1916—1999), финский композитор и пианист.
- Мать — Мэри Юлленбёгел (Meri Gyllenbögel; 1917—1956), пианистка.
- Сестра — Ирина Милан[фин.] (род. 1947), певица.